# Cité Fénelon
La cité Fénelon est une voie du 9e arrondissement de Paris, en France.

## Situation et accès
La cité Fénelon est une voie publique située dans le 9e arrondissement de Paris. Elle débute au 32, rue Milton et se termine en impasse.

## Origine du nom

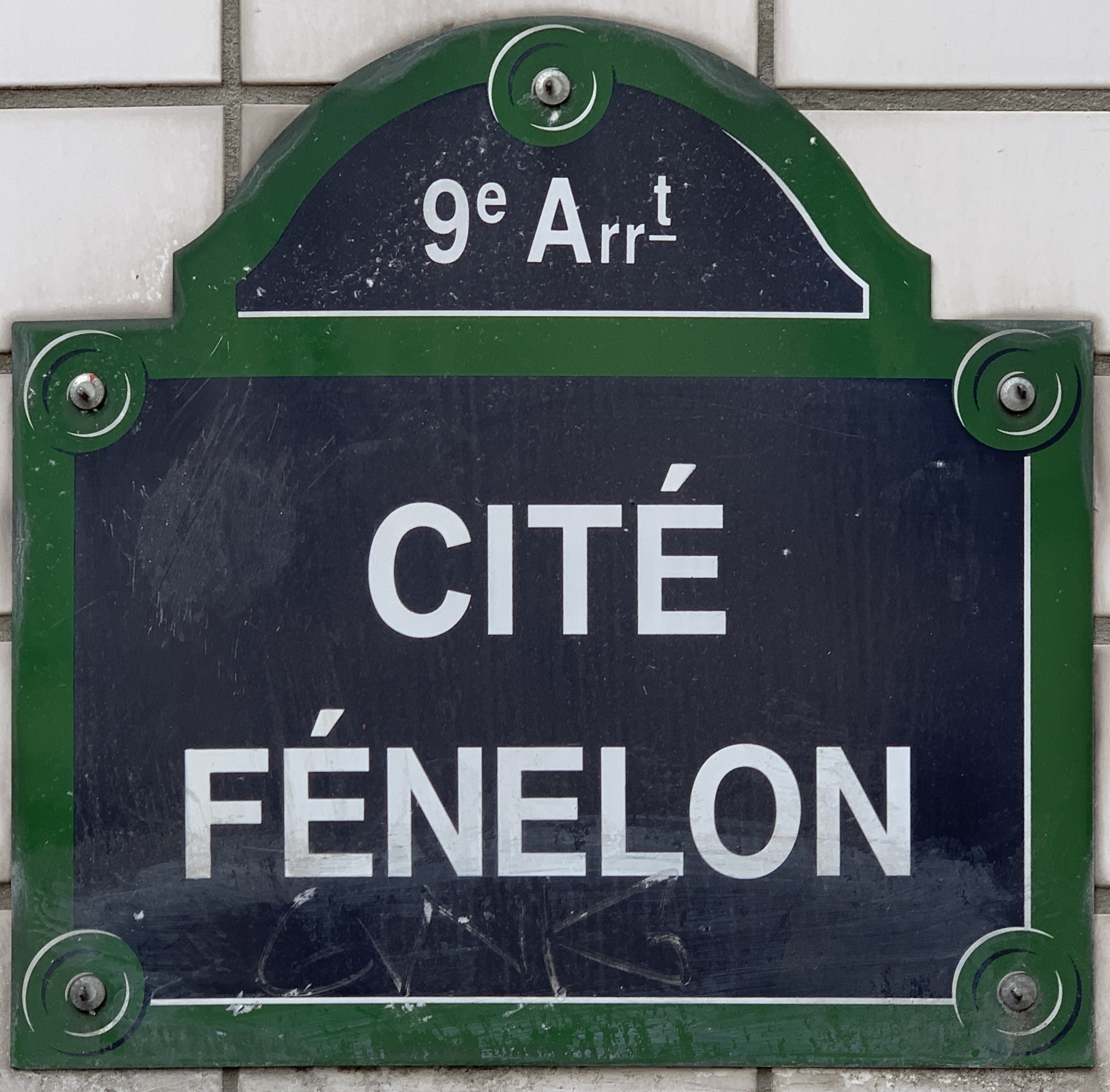
Plaque de la voie.

Elle porte le nom de l'homme d'Église, théologien, pédagogue et écrivain français François de Salignac de La Mothe-Fénelon dit Fénelon (1651-1715), en raison de sa proximité avec la rue éponyme.

## Historique
Ouverte sous le nom de « cour du Puits », cette voie reçut plus tard le nom de « cité Fénelon ».

## Bâtiments remarquables et lieux de mémoire
Au fond de l’impasse subsiste un vestige de la « cour du Puits ».